# Trois pièces voor strijkkwartet
De Trois pièces voor strijkkwartet (W25) is een compositie van Igor Stravinsky, gecomponeerd in 1914 in Salvan en opgedragen aan Ernest Ansermet. De eerste uitvoering werd verzorgd door het Flonzaley Quartet in 1915 in Chicago.
Aanvankelijk hadden de drie stukken geen titel of tempoaanduiding.
1. kwartnoot=126
2. kwartnoot=76
3. halve noot=40

De eisen die worden gesteld aan het strijkkwartet zijn erg hoog en de partituur staat vol met ongebruikelijke aanwijzingen: "extreem kort en droog", "geef een erg zachte en fijne sonoriteit", "geef een samengeknepen geluid" en "keer het instrument (voor de tweede viool en de altviool) snel om (houdt het als een cello) om dit pizzicato te kunnen uitvoeren dat op een omgekeerd arpeggio lijkt".
In 1928 nam Stravinsky de Trois pièces op in zijn Quatre études pour orchestre en ze kregen daar de titels Danse, Excentrique en Cantique.
Daarnaast bevatten de Trois pièces in de versie voor orkest kiemen voor andere composities:
- het thema uit Danse werd uitgewerkt voor het laatste deel van de Symfonie in C
- in Excentrique is een frase die later werd uitgewerkt in het subject van de instrumentale fuga in het tweede deel van Psalmensymfonie.
- het refrein van Cantique is uitgewerkt in de coda van de Symphonies d'instruments à vent

## Oeuvre
Zie het Oeuvre van Igor Stravinsky voor een volledig overzicht van het werk van Stravinsky.

## Geselecteerde discografie
- Trois pièces door Alban Berg Quartett (met het Concertino en Double Canon + de strijkkwartetten van Debussy en Ravel; EMI Classics Great Recordings of the Century, 724356755024)
- Trois pièces door Isabelle Faust en leden van Les Siècles (met het Vioolconcert, Variations d'Apollon, Concertino, Pastorale en Double Canon voor strijkkwartet), Harmonia Mundi, HM902718
- Trois pièces door het Quatuor Parrenin (+ diverse andere werken van Stravinsky), in 'Pierre Boulez - Le Domaine Musical 1958-1967', CD-Stravinsky, Accord, 4811510